# جوناس جونسون
جوناس جونسون (بالسويدية: Jonas Johnson)‏ هو لاعب هوكي الجليد سويدي، ولد في 23 مارس 1970 في يفله في السويد.

## وصلات خارجية
- جوناس جونسون على موقع دوري الهوكي الوطني (الإنجليزية)
- جوناس جونسون على موقع EliteProspects.com (الإنجليزية)
- جوناس جونسون على موقع Eurohockey.com (الإنجليزية)
- جوناس جونسون على موقع HockeyDB.com (الإنجليزية)